# Alan Guth
Alan Harvey Guth (ur. 27 lutego 1947 w New Brunswick) – amerykański fizyk teoretyczny, profesor MIT i okazjonalny popularyzator nauki.
Guth najbardziej zasłynął z prac w astrofizyce, zwłaszcza  kosmologii – tworząc w latach 80. hipotezę inflacji kosmicznej. Laureat licznych nagród w dziedzinie astrofizyki, fizyki teoretycznej i fizyki ogółem – jak Medal Eddingtona (1996), Medal Diraca (ICTP, 2002), Medal Isaaca Newtona (2009) i Nagroda Fizyki Fundamentalnej (2012).

## Życiorys
Studiował w Massachusetts Institute of Technology (MIT), tam uzyskał stopień doktora fizyki. Jego rozprawa doktorska dotyczyła sposobu tworzenia cząstek elementarnych z kwarków. W latach 1971–1980 Alan Guth współpracował z szeregiem instytutów badawczych Stanów Zjednoczonych:
- Uniwersytetem Princeton,
- Uniwersytetem Columbia,
- Uniwersytetem Cornella,
- Centrum Akceleratora Liniowego Stanforda (SLAC).

W 1980 roku wrócił na MIT, gdzie objął stanowisko starszego wykładowcy (associate professor), a później profesora. W 1981 roku sformułował hipotezę inflacji kosmologicznej.

## Członkostwa
- 1987: American Academy of Arts and Sciences[1],
- 1989: National Academy of Sciences.

## Nagrody i wyróżnienia
- 1992: Julius Edgar Lilienfeld Prize,
- 1996: Medal Eddingtona[2],
- 2001: Franklin Medal in Physics,
- 2002: Medal Diraca (ICTP),
- 2004: Gruber Prize in Cosmology,
- 2009: Isaac Newton Medal,
- 2012: Nagroda Fizyki Fundamentalnej,
- 2014: Kavli Prize in Astrophysics.

## Twórczość (wybór)
- 1998: The Inflationary Universe: The Quest for a New Theory of Cosmic Origins ISBN 0-201-32840-2.
  - 2000: Wszechświat inflacyjny. W poszukiwaniu nowej teorii pochodzenia kosmosu, tłum. Ewa Łokas i Bogumił Bieniok ISBN 83-7255-152-9).